# Suctobelbila hauseri
Suctobelbila hauseri är en kvalsterart som beskrevs av Sandór Mahunka 1974. Suctobelbila hauseri ingår i släktet Suctobelbila och familjen Suctobelbidae. Inga underarter finns listade i Catalogue of Life.